# 342. Infanterie-Division
La 342. Infanterie-Division fu un'unità della Wehrmacht che venne costituita nel novembre 1940 durante la Seconda guerra mondiale con ufficiali, sottufficiali e soldati provenienti da due altre divisioni di fanteria tedesche.
Impiegata inizialmente sul Fronte jugoslavo, partecipò con un ruolo decisivo all'operazione Užice che eliminò temporaneamente le forze partigiane attive in Serbia ma si distinse soprattutto per i metodi violenti e brutali impiegati e per la sanguinosa repressione contro resistenti e popolazione civile.
Nel 1942 venne trasferita sul Fronte orientale, dove rimase fino alla fine della guerra combattendo nei ranghi del Gruppo d'armate Centro; impiegata in continui, logoranti combattimenti, venne più volte decimata e ricostituita.

## Storia
La divisione venne costituita ufficialmente il 19 novembre 1940 nel Wehrkreis XII ("regione militare n. 12" comprendente Palatinato e parte dell'Assia) con sede di guarnigione a Landstuhl; una parte degli effettivi provenivano dalla 72. Infanterie-Division e dalla 79. Infanterie-Division, di conseguenza molti soldati erano stati reclutati nella regione di Coblenza e nella regione di Treviri. La 342. Divisione apparteneva alla quattordicesima ondata (welle) di mobilitazione ed era costituita quindi da tre reggimenti di fanteria ma con solo 12 compagnie per reggimento invece di 14 come nelle divisioni delle prime ondate. Nei suoi organici era compreso un reggimento di artiglieria, i soldati avevano un'età compresa tra 27 e 32 anni; tuttavia la nuova formazione aveva numerose carenze di equipaggiamento in tutti i reparti. Il maggior generale Rudolf Wagner fu il primo comandante della 342. Divisione di fanteria.
Dopo il completamento della sua costituzione, la divisione venne inizialmente schierata in Francia dove rimase dal giugno al settembre 1941 impegnata in compiti di occupazione. Il 2 luglio 1941 il generale Wagner venne sostituito dal tenente generale di origine austriaca Walter Hinghofer. Il 14 settembre 1941 la 342. Divisione ricevette l'ordine di trasferimento a Belgrado a disposizione del Comandante militare tedesco in Serbia, il generale Franz Böhme, dove passò sotto il controllo del LXV Corpo d'armata. Il trasferimento della divisione nei Balcani era conseguente alle ripetute richieste di rinforzi presentate dal comandante supremo tedesco del teatro sud-orientale, il feldmaresciallo Wilhelm List, che incontrava crescenti difficoltà a controllare il territorio a causa della insufficienza delle sue forze e della sempre più minacciosa azione dei combattenti della resistenza jugoslava presenti nelle regioni orientali del vecchio regno di Jugoslavia.
La divisione iniziò ad arrivare nel nuovo teatro di operazioni dal 20 settembre 1941 e fu rapidamente impegnata in una serie di operazioni anti-partigiane nella regione nord-occidentale del territorio occupato dai tedeschi. Tra il 24 settembre e il 9 ottobre portò a termine la prima grande operazione di rastrellamento e repressione nel territorio di Mačva, compreso tra i fiumi Drina e Sava a ovest della città di Šabac. La 342. divisione, rinforzata da un battaglione della 718. Divisione fanteria e da una compagnia di polizia militare, avanzò dalla regione della Sirmia verso nord per attaccare i partigiani e i cetnici. Fin da questa prima operazione la divisione impiegò metodi brutali di repressione senza risparmiare la popolazione civile presente sul territorio.

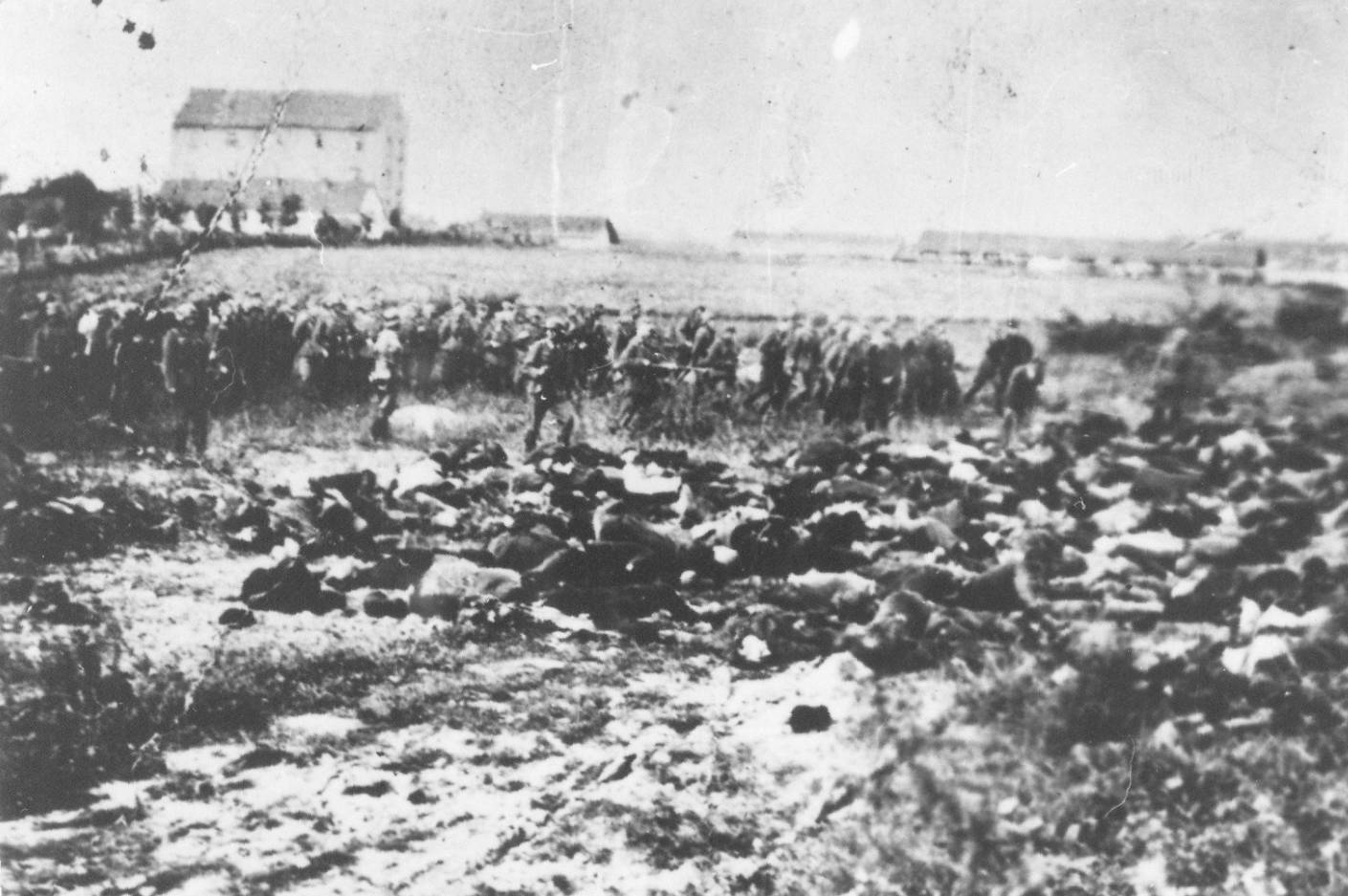
Soldati tedeschi della 342. infanterie-Division procedono ad esecuzioni in massa di jugoslavi durante le operazioni di repressione del 1941.

I reparti della 342. Divisione rastrellarono le donne di età compresa tra 14 e 70 anni, bruciarono molti villaggi e fucilarono un gran numero di civili, 830 su circa 8.400 prigionieri catturati tra il 21 e il 30 settembre; i partigiani tuttavia riuscirono a ripiegare nelle montagne del Cer. La divisione attaccò questa regione tra il 10 e il 15 ottobre e la città di Krupanj tra il 19 e 20 ottobre 1941; nelle montagne del Cer i tedeschi ripresero la loro attività di devastazione; incendiarono molte località e uccisero altre 3.000 persone pur catturando poche armi e prigionieri. La maggior parte dei partigiani riuscirono a sfuggire verso ovest. La 342. Divisione subì lievi perdite in queste operazioni, sei morti e 24 feriti tra il 10 e il 19 ottobre, ma rivendicò di aver ucciso 546 resistenti e di aver fucilato altri 1.081 persone dopo la loro cattura.
Dopo queste operazioni preliminari e le sanguinose azioni di repressione contro i civili, il 25 novembre 1941 i soldati della 342. Infanterie-Division iniziarono l'offensiva principale contro i partigiani di Tito schierati a difesa della cosiddetta "Repubblica di Užice"; i tedeschi avanzarono da Valjevo verso Užice divisi in due colonne, mentre altri reparti della 113. Infanterie-Division contemporaneamente muovevano da Kragujevac verso Čačak. La 342. Infanterie-Division superò rapidamente ogni resistenza opposta dai partigiani jugoslavi dei distaccamenti di Valjevo e Užice e marciò inarrestabile verso la "capitale" di Tito. Dopo uno scontro finale contro le retroguardie partigiane a Kadinjač, i soldati tedeschi della 342. Infanterie-Division il 29 novembre 1941 entrarono vittoriosamente a Užice, abbandonata dai superstiti distaccamenti di Tito che trovarono scampo con grande difficoltà nel Sangiaccato. Anche in questa fase la divisione continuò a distinguersi per brutalità; la maggior parte dei prigionieri nemici catturati furono uccisi sommariamente.
Conclusa con pieno successo l'operazione Užice contro i partigiani, la 342. Infanterie-Division rimase nel teatro di operazioni jugoslavo e, dopo aver disperso facilmente i distaccamenti dei cetnici di Draža Mihailović, nel gennaio 1942 prese parte anche alla "seconda offensiva anti-partigiana". Il generale Paul Hoffmann, comandante della divisione, prese la guida delle operazioni che videro l'impiego anche della 718. Infanterie-Division e di reparti collaborazionisti croati. L'offensiva ebbe inizio il 15 gennaio 1942 e si svolse in condizioni climatiche proibitive, con freddo intenso e abbondanti nevicate; i reparti della 342. Infanterie-Division avanzarono da Užice verso Vlasenica e Srebenica che vennero raggiunte il 17 e 18 gennaio. Dopo aver sconfitto alcuni distaccamenti partigiani e reparti della 1ª Brigata proletaria d'assalto, i tedeschi proseguirono il 21 gennaio fino a Rogatica e Sokolac dove furono raggiunti dai reparti della 718. Infanterie-Division. Nonostante i successi locali tuttavia i tedeschi non riuscirono a bloccare i partigiani che ripiegarono con la drammatica marcia dell'Igman fino al nuovo territorio libero di Foča; l'alto comando tedesco interruppe le operazioni il 22 gennaio 1942 e anche un nuovo tentativo della 342. Divisione alla fine del mese di agganciare i partigiani dovette essere interrotto per le avverse condizioni climatiche.
A febbraio 1942 il comando supremo decise di ritirate dalla Serbia la 342. Infanterie-Division che sarebbe stata trasferita d'urgenza sul Fronte orientale dove la situazione della Wehrmacht era critica a causa della controffensiva sovietica seguita alla battaglia di Mosca. La divisione venne assegnata al Gruppo d'armate Centro e partecipò alle dure e prolungate battaglie nel saliente di Ržev; dopo aver contribuito alla difesa tedesca nella prima battaglia di Ržev e nella operazione Marte, rimase in questo settore fino al febbraio 1943 quando, inquadrata nel IX Corpo d'armata della 4. Armee, prese parte alla operazione Büffel, l'evacuazione sistematica del saliente di Ržev che si concluse con successo dopo una lunga ritirata in inverno.
Nei mesi seguenti del 1943 rimase nel Gruppo d'armate Centro e combatté con le altre divisioni della 9. Armee e della 4. Armee nei settori di Spas-Demensk, Mogilev e Čavusij. Dopo le continue perdite subite, la divisione venne temporaneamente ritirata dalla prima linea nel novembre 1943 e riorganizzata con l'afflusso anche dei resti della 330. Infanterie-Division; dopo essere state ricostituita secondo lo schema organizzativo delle divisioni di fanteria tedesche del 1944, la 342. Infanterie-Division ritornò sul fronte orientale nel Gruppo d'armate Nordukraine che nel luglio 1944 venne attaccato dall'Armata Rossa nel quadro delle offensive sovietiche seguite alla vittoriosa operazione Bagration che aveva provocato il crollo del Gruppo d'armate Centro. La divisione dovette subito battere in ritirata e ripiegare in Polonia, insieme alle altre forze del gruppo d'armate.
Nel gennaio del 1945 la divisione era schierata su un fronte di circa 20 chilometri sulle linee settentrionali della testa di ponte di Baranow, ad est di Kielce, insieme ad altre tre divisioni di fanteria tedesche al comando del XXXXII Corpo d'armata del generale Hermann Recknagel. In questo settore i sovietici sferrarono dal 14 gennaio 1945 uno degli attacchi principali della poderosa Offensiva Vistola-Oder e sfondarono completamente le linee tedesche; la 342. Infanterie-Division fu costretta alla ritirata insieme ai resti delle altre formazioni raggruppate in una cosiddetta "sacca mobile" che peraltro venne quasi completamente distrutta dai sovietici il 23 gennaio 1945; solo piccole parti della divisione riuscirono a ricollegarsi con il fronte principale tedesco, marciando insieme alle formazioni della "sacca mobile" del generale Walther Nehring.
Nell'ultima fase della guerra, i resti della 342. Infanterie-Division vennero riorganizzati in un kampfgruppe e assegnati alla 4. Panzerarmee, schierata sul fronte orientale nel Gruppo d'armate Centro, ma subirono nuove, pesanti perdite nel marzo 1945 nei combattimenti a Guben e Forst. Nel mese di aprile 1945 i superstiti rimasero accerchiati nella sacca di Halbe e in gran parte caddero prigionieri dei sovietici; solo alcuni soldati riuscirono a fuggire verso ovest e si arresero alle truppe anglo-americane a Tangermünde.

## Teatri d'operazione
- Germania: novembre 1940-giugno 1941
- Francia: giugno-ottobre 1941
- Jugoslavia: ottobre 1941-febbraio 1942
- Fronte orientale, settore Centro: febbraio 1942-ottobre 1944
- Germania orientale: ottobre 1944- maggio 1945

## Ordine di battaglia
1940
- Infanterie-Regiment 697
- Infanterie-Regiment 698
- Infanterie-Regiment 699
- Artillerie-Regiment 342
- Pionier-Bataillon 342
- Panzerjäger-Abteilung 342
- Nachrichten-Kompanie 342
- Infanterie-Divisions-Nachschubführer 342

1944
- Grenadier-Regiment 697
- Grenadier-Regiment 698
- Divisionsgruppe 330
- Divisions-Füsilier-Bataillon 342
- Artillerie-Regiment 342
- Pionier-Bataillon 342
- Feldersatz-Bataillon 342
- Panzerjäger-Abteilung 342
- Infanterie-Divisions-Nachrichten-Abteilung 342
- Kommandeur der Infanterie-Divisions-Nachschubtruppen 342

1945
- Grenadier-Regiment 554
- Grenadier-Regiment 697
- Grenadier-Regiment 698
- Divisions-Füsilier-Bataillon 342
- Artillerie-Regiment 342
- Pionier-Bataillon 342
- Feldersatz-Bataillon 342
- Panzerjäger-Abteilung 342
- Infanterie-Divisions-Nachrichten-Abteilung 342
- Kommandeur der Infanterie-Divisions-Nachschubtruppen 342

## Decorazioni
Alcuni soldati di questa divisione ricevettero decorazioni per atti di valore in combattimento:
- Croce tedesca
  - in argento : 3
  - in oro :  45
- Croce di cavaliere della Croce di Ferro
  - Croce di cavaliere: 19
  - Croce di cavaliere con foglie di quercia : 1

## Comandanti
- Generalmajor Rudolf Wagner (novembre 1940 – 1 luglio 1941)
- Generalleutnant Walter Hinghofer (2 luglio – 31 ottobre 1941)
- Oberst Paul Hoffman (1–30 novembre 1941)
- Oberst Hans Roth (dicembre 1941)
- Generalmajor Paul Hoffman (gennaio – 9 maggio 1942)
- Generalmajor Albrecht von Digeon von Monteton (10 maggio – 8 luglio 1942)
- Generalmajor Paul Hoffman (9–31 luglio 1942)
- Generalleutnant Albrecht Baier (1 agosto 1942 – 24 settembre 1943)
- Generalleutnant Heinrich Nickel (25 settembre 1943 - fine della guerra)